# Élections législatives de 2022 en Loir-et-Cher
Les élections législatives françaises de 2022 se déroulent les 12 et 19 juin 2022. Dans le Loir-et-Cher, trois députés sont à élire dans le cadre de trois circonscriptions.

## Résultats de l'élection présidentielle de 2022 par circonscription
| Circonscription législative de Loir-et-Cher | 1er tour | 1er tour | 1er tour  |         | 2d tour | 2d tour |
| Circonscription législative de Loir-et-Cher | Macron   | Le Pen   | Mélenchon | Macron  | Le Pen  |         |
| ------------------------------------------- | -------- | -------- | --------- | ------- | ------- | ------- |
| Circonscription législative de Loir-et-Cher |          |          |           |         |         |         |
| 1re                                         | 28,98 %  | 23,54 %  | 20,08 %   | 59,46 % | 40,54 % |         |
| 2e                                          | 26,82 %  | 31,31 %  | 14,42 %   | 49,08 % | 50,92 % |         |
| 3e                                          | 27,95 %  | 28,49 %  | 15,59 %   | 52,98 % | 47,02 % |         |

## Système électoral
Les élections législatives ont lieu au scrutin uninominal majoritaire à deux tours dans des circonscriptions uninominales.
Est élu au premier tour le candidat qui réunit la majorité absolue des suffrages exprimés et un nombre de voix au moins égal au quart (25 %) des électeurs inscrits dans la circonscription. Si aucun des candidats ne satisfait ces conditions, un second tour est organisé entre les candidats ayant réuni un nombre de voix au moins égal à un huitième des inscrits (12,5 %) ; les deux candidats arrivés en tête du premier tour se maintiennent néanmoins par défaut si un seul ou aucun d'entre eux n'a atteint ce seuil. Au second tour, le candidat arrivé en tête est déclaré élu.
Le seuil de qualification basé sur un pourcentage du total des inscrits et non des suffrages exprimés rend plus difficile l'accès au second tour lorsque l'abstention est élevée. Le système permet en revanche l'accès au second tour de plus de deux candidats si plusieurs d'entre eux franchissent le seuil de 12,5 % des inscrits. Les candidats en lice au second tour peuvent ainsi être trois, un cas de figure appelé « triangulaire ». Les second tours où s'affrontent quatre candidats, appelés « quadrangulaire » sont également possibles, mais beaucoup plus rares.

### Partis et nuances
Les résultats des élections sont publiés en France par le ministère de l'Intérieur, qui classe les partis en leur attribuant des nuances politiques. Ces dernières sont décidées par les préfets, qui les attribuent indifféremment de l'étiquette politique déclarée par les candidats, qui peut être celle d'un parti ou une candidature sans étiquette.
En 2022, seules les coalitions Ensemble (ENS) et Nouvelle Union populaire écologique et sociale (NUP), ainsi que le Parti radical de gauche (RDG), l'Union des démocrates et indépendants (UDI), Les Républicains (LR), le Rassemblement national (RN) et Reconquête (REC) se voient attribuer  une nuance propre,,.
Tous les autres partis se voient attribuer l'une ou l'autre des nuances suivantes : DXG (divers extrême gauche), DVG (divers gauche), ECO (écologiste), REG (régionaliste), DVC (divers centre), DVD (divers droite), DSV (droite souverainiste) et DXD (divers extrême droite). Des partis comme Debout la France ou Lutte ouvrière ne disposent ainsi pas de nuance propre, et leurs résultats nationaux ne sont pas publiés séparément par le ministère, car mélangés avec d'autres partis (respectivement dans les nuances DSV et DXG),.

## Résultats

### Élus
| Circonscription | Député sortant    | Parti        | Parti        | Groupe       | Député élu ou réélu | Parti | Parti | Groupe |
| --------------- | ----------------- | ------------ | ------------ | ------------ | ------------------- | ----- | ----- | ------ |
| 1re             | siège vacant      | siège vacant | siège vacant | siège vacant | Marc Fesneau        |       | MoDem | DEM    |
| 2e              | Guillaume Peltier |              | REC          | NI           | Roger Chudeau       |       | RN    | RN     |
| 3e              | Pascal Brindeau   |              | UDI          | UDI          | Christophe Marion   |       | LREM  | RE     |

### Résultats à l'échelle du département

#### Résultats par coalition
| Parti et coalition                                           | Parti et coalition                                           | Parti et coalition                            | Premier tour | Premier tour | Premier tour | Second tour   | Second tour   | Second tour | Total Sièges  | +/-           |  |
| Parti et coalition                                           | Parti et coalition                                           | Parti et coalition                            | Voix         | %            | Sièges       | Voix          | %             | Sièges      | Total Sièges  | +/-           |  |
| ------------------------------------------------------------ | ------------------------------------------------------------ | --------------------------------------------- | ------------ | ------------ | ------------ | ------------- | ------------- | ----------- | ------------- | ------------- |  |
|                                                              |                                                              | Mouvement démocrate (MoDem)                   | 20 995       | 17,17        | 0            | 37 596        | 34,29         | 1           | 1             | en stagnation |  |
|                                                              | La République en marche (LREM)                               | 10 357                                        | 8,47         | 0            | 21 161       | 19,30         | 1             | 1           | 1             |               |  |
| Total Ensemble (ENS)                                         | Total Ensemble (ENS)                                         | 31 352                                        | 25,63        | 0            | 58 757       | 53,59         | 2             | 2           | 1             |               |  |
|                                                              | Rassemblement national (RN)                                  | Rassemblement national (RN)                   | 28 707       | 23,47        | 0            | 35 270        | 32,17         | 1           | 1             | 1             |  |
|                                                              |                                                              | La France insoumise (LFI)                     | 9 873        | 8,07         | 0            | 15 606        | 14,23         | 0           | 0             | en stagnation |  |
|                                                              | Europe Écologie Les Verts (EELV)                             | 8 144                                         | 6,66         | 0            |              |               |               | 0           | en stagnation |               |  |
|                                                              | Parti communiste français (PCF)                              | 6 703                                         | 5,48         | 0            | 0            | en stagnation |               |             |               |               |  |
| Total Nouvelle Union populaire écologique et sociale (NUPES) | Total Nouvelle Union populaire écologique et sociale (NUPES) | 24 720                                        | 20,21        | 0            | 15 606       | 14,23         | 0             | 0           | en stagnation |               |  |
|                                                              |                                                              | Les Républicains (LR)                         | 9 839        | 8,04         | 0            |               |               |             | 0             | 1             |  |
|                                                              | Union des démocrates et indépendants (UDI)                   | 9 161                                         | 7,49         | 0            | 0            | 1             |               |             |               |               |  |
| Total Union de la droite et du centre (UDC)                  | Total Union de la droite et du centre (UDC)                  | 19 000                                        | 15,53        | 0            | 0            | 2             |               |             |               |               |  |
|                                                              | Reconquête (REC)                                             | Reconquête (REC)                              | 8 859        | 7,24         | 0            | 0             | Nv            |             |               |               |  |
|                                                              |                                                              | La France Autrement (LaFRA)                   | 1 718        | 1,40         | 0            | 0             | Nv            |             |               |               |  |
| Total Écologie au centre (ÉAC)                               | Total Écologie au centre (ÉAC)                               | 1 718                                         | 1,40         | 0            | 0            | en stagnation |               |             |               |               |  |
|                                                              | Lutte ouvrière (LO)                                          | Lutte ouvrière (LO)                           | 1 651        | 1,35         | 0            | 0             | en stagnation |             |               |               |  |
|                                                              | Le Mouvement de la ruralité (LMR)                            | Le Mouvement de la ruralité (LMR)             | 1 640        | 1,34         | 0            | 0             | Nv            |             |               |               |  |
|                                                              |                                                              | L'écologie autrement (LEA)                    | 1 488        | 1,22         | 0            | 0             | Nv            |             |               |               |  |
| Total Tous unis pour le vivant (TUPV)                        | Total Tous unis pour le vivant (TUPV)                        | 1 488                                         | 1,22         | 0            | 0            | Nv            |               |             |               |               |  |
|                                                              | Parti radical de gauche (PRG)                                | Parti radical de gauche (PRG)                 | 1 299        | 1,06         | 0            | 0             | Nv            |             |               |               |  |
|                                                              |                                                              | Union des centristes et des écologistes (UCE) | 767          | 0,63         | 0            | 0             | Nv            |             |               |               |  |
| Total Les écologistes avec la majorité présidentielle (ÉMP)  | Total Les écologistes avec la majorité présidentielle (ÉMP)  | 767                                           | 0,63         | 0            | 0            | Nv            |               |             |               |               |  |
|                                                              | Parti animaliste (PA)                                        | Parti animaliste (PA)                         | 569          | 0,47         | 0            | 0             | Nv            |             |               |               |  |
|                                                              |                                                              | Debout la France (DLF)                        | 539          | 0,44         | 0            | 0             | en stagnation |             |               |               |  |
| Total Union pour la France (UPF)                             | Total Union pour la France (UPF)                             | 539                                           | 0,44         | 0            | 0            | en stagnation |               |             |               |               |  |
|                                                              |                                                              |                                               |              |              |              |               |               |             |               |               |  |
| Suffrages exprimés                                           | Suffrages exprimés                                           | Suffrages exprimés                            | 122 309      | 97,57        |              | 109 633       | 91,05         |             |               |               |  |
| Votes blancs                                                 | Votes blancs                                                 | Votes blancs                                  | 2 144        | 1,71         | 7 841        | 6,51          |               |             |               |               |  |
| Votes nuls                                                   | Votes nuls                                                   | Votes nuls                                    | 897          | 0,72         | 2 931        | 2,43          |               |             |               |               |  |
| Total                                                        | Total                                                        | Total                                         | 125 350      | 100          | 0            | 120 405       | 100           | 3           | 3             | en stagnation |  |
| Abstentions                                                  | Abstentions                                                  | Abstentions                                   | 119 597      | 48,83        |              | 124 707       | 50,88         |             |               |               |  |
| Inscrits/Participation                                       | Inscrits/Participation                                       | Inscrits/Participation                        | 244 947      | 51,17        | 245 112      | 49,12         |               |             |               |               |  |

#### Résultats par nuance
| Nuance                 | Nuance                                         | Nuance                 | Premier tour | Premier tour | Premier tour | Second tour | Second tour   | Second tour | Total Sièges | +/-           |  |
| Nuance                 | Nuance                                         | Nuance                 | Voix         | %            | Sièges       | Voix        | %             | Sièges      | Total Sièges | +/-           |  |
| ---------------------- | ---------------------------------------------- | ---------------------- | ------------ | ------------ | ------------ | ----------- | ------------- | ----------- | ------------ | ------------- |  |
|                        | Ensemble !                                     | ENS                    | 31 352       | 25,63        | 0            | 58 757      | 53,59         | 2           | 2            | 1             |  |
|                        | Rassemblement national                         | RN                     | 28 707       | 23,47        | 0            | 35 270      | 32,17         | 1           | 1            | 1             |  |
|                        | Nouvelle Union populaire écologique et sociale | NUP                    | 24 720       | 20,21        | 0            | 15 606      | 14,23         | 0           | 0            | en stagnation |  |
|                        | Les Républicains                               | LR                     | 9 839        | 8,04         | 0            |             |               |             | 0            | 1             |  |
|                        | Union des démocrates et indépendants           | UDI                    | 9 161        | 7,49         | 0            | 0           | 1             |             |              |               |  |
|                        | Reconquête                                     | REC                    | 8 859        | 7,24         | 0            | 0           | Nv            |             |              |               |  |
|                        | Divers centre                                  | DVC                    | 3 345        | 2,73         | 0            | 0           | Nv            |             |              |               |  |
|                        | Divers extrême gauche                          | DXG                    | 1 651        | 1,35         | 0            | 0           | en stagnation |             |              |               |  |
|                        | Divers                                         | DIV                    | 1 488        | 1,22         | 0            | 0           | en stagnation |             |              |               |  |
|                        | Parti radical de gauche                        | RDG                    | 1 299        | 1,06         | 0            | 0           | Nv            |             |              |               |  |
|                        | Divers droite                                  | DVD                    | 780          | 0,64         | 0            | 0           | en stagnation |             |              |               |  |
|                        | Ecologistes                                    | ECO                    | 569          | 0,47         | 0            | 0           | en stagnation |             |              |               |  |
|                        | Droite souverainiste                           | DSV                    | 539          | 0,44         | 0            | 0           | en stagnation |             |              |               |  |
|                        |                                                |                        |              |              |              |             |               |             |              |               |  |
| Suffrages exprimés     | Suffrages exprimés                             | Suffrages exprimés     | 122 309      | 97,57        |              | 109 633     | 91,05         |             |              |               |  |
| Votes blancs           | Votes blancs                                   | Votes blancs           | 2 144        | 1,71         | 7 841        | 6,51        |               |             |              |               |  |
| Votes nuls             | Votes nuls                                     | Votes nuls             | 897          | 0,72         | 2 931        | 2,43        |               |             |              |               |  |
| Total                  | Total                                          | Total                  | 125 350      | 100          | 0            | 120 405     | 100           | 3           | 3            | en stagnation |  |
| Abstentions            | Abstentions                                    | Abstentions            | 119 597      | 48,83        |              | 124 707     | 50,88         |             |              |               |  |
| Inscrits/Participation | Inscrits/Participation                         | Inscrits/Participation | 244 947      | 51,17        | 245 112      | 49,12       |               |             |              |               |  |

### Cartes

Nuance politique des candidats arrivés en tête dans chaque commune au 1er tour.
Nuance politique des candidats arrivés en tête dans chaque commune au 2e tour.

### Résultats par circonscription

#### Première circonscription
Siège vacant à la suite de la démission de Stéphane Baudu (Mouvement démocrate).
| Candidat                 | Candidat                 | Parti et coalition       | Nuance                   | Premier tour | Premier tour | Second tour | Second tour |
| Candidat                 | Candidat                 | Parti et coalition       | Nuance                   | Voix         | %            | Voix        | %           |
| ------------------------ | ------------------------ | ------------------------ | ------------------------ | ------------ | ------------ | ----------- | ----------- |
|                          | Marc Fesneau             | MoDem (ENS)              | ENS                      | 12 986       | 31,97        | 20 249      | 56,47       |
|                          | Reda Belkadi             | LFI (NUPES)              | NUP                      | 9 873        | 24,31        | 15 606      | 43,53       |
|                          | Michel Chassier          | RN                       | RN                       | 9 073        | 22,34        |             |             |
|                          | Malik Benakcha           | LR (UDC)                 | LR                       | 3 015        | 7,42         |             |             |
|                          | Frank Martin             | REC                      | REC                      | 1 828        | 4,50         |             |             |
|                          | Gildas Vieira,           | LEA (TUPV)               | DIV                      | 1 488        | 3,66         |             |             |
|                          | Hervé Mesnager           | PRG                      | RDG                      | 1 299        | 3,20         |             |             |
|                          | Fabienne Pomi            | PA                       | ECO                      | 569          | 1,40         |             |             |
|                          | Alain Lombard            | LO                       | DXG                      | 490          | 1,21         |             |             |
|                          |                          |                          |                          |              |              |             |             |
| Votes valides            | Votes valides            | Votes valides            | Votes valides            | 40 621       | 97,76        | 35 855      | 90,28       |
| Votes blancs             | Votes blancs             | Votes blancs             | Votes blancs             | 649          | 1,56         | 2 652       | 6,68        |
| Votes nuls               | Votes nuls               | Votes nuls               | Votes nuls               | 282          | 0,68         | 1 209       | 3,04        |
| Total                    | Total                    | Total                    | Total                    | 41 552       | 100          | 39 716      | 100         |
| Abstention               | Abstention               | Abstention               | Abstention               | 41 223       | 49,80        | 43 076      | 52,03       |
| Inscrits / participation | Inscrits / participation | Inscrits / participation | Inscrits / participation | 82 775       | 50,20        | 82 792      | 47,97       |

#### Deuxième circonscription
Député sortant : Guillaume Peltier (Reconquête).
| Candidat                 | Candidat                 | Parti et coalition       | Nuance                   | Premier tour | Premier tour | Second tour | Second tour |
| Candidat                 | Candidat                 | Parti et coalition       | Nuance                   | Voix         | %            | Voix        | %           |
| ------------------------ | ------------------------ | ------------------------ | ------------------------ | ------------ | ------------ | ----------- | ----------- |
|                          | Roger Chudeau            | RN                       | RN                       | 9 493        | 24,04        | 18 107      | 51,07       |
|                          | Emmanuelle Chaplault     | MoDem (ENS)              | ENS                      | 8 009        | 20,28        | 17 347      | 48,93       |
|                          | Pascal Bioulac           | app. LR (UDC)            | LR                       | 6 824        | 17,28        |             |             |
|                          | Jérémie Demaline         | PCF (NUPES)              | NUP                      | 6 703        | 16,97        |             |             |
|                          | Guillaume Peltier        | REC                      | REC                      | 5 523        | 13,99        |             |             |
|                          | Marie-Thérèse Druesne    | LMR                      | DVC                      | 860          | 2,18         |             |             |
|                          | Patrick Pinson,          | LaFRA (EAC)              | DVC                      | 800          | 2,03         |             |             |
|                          | François Chereau         | UCE (ÉMP)                | DVC                      | 767          | 1,94         |             |             |
|                          | Caroline Maidon          | LO                       | DXG                      | 512          | 1,29         |             |             |
|                          |                          |                          |                          |              |              |             |             |
| Votes valides            | Votes valides            | Votes valides            | Votes valides            | 39 491       | 97,50        | 35 454      | 91,36       |
| Votes blancs             | Votes blancs             | Votes blancs             | Votes blancs             | 714          | 1,76         | 2 490       | 6,42        |
| Votes nuls               | Votes nuls               | Votes nuls               | Votes nuls               | 297          | 0,73         | 862         | 2,22        |
| Total                    | Total                    | Total                    | Total                    | 40 502       | 100          | 38 806      | 100         |
| Abstention               | Abstention               | Abstention               | Abstention               | 39 744       | 49,53        | 41 586      | 51,73       |
| Inscrits / participation | Inscrits / participation | Inscrits / participation | Inscrits / participation | 80 246       | 50,47        | 80 392      | 48,27       |

#### Troisième circonscription
Député sortant : Pascal Brindeau (Union des démocrates et indépendants).
| Candidat                 | Candidat                 | Parti et coalition       | Nuance                   | Premier tour | Premier tour | Second tour | Second tour |
| Candidat                 | Candidat                 | Parti et coalition       | Nuance                   | Voix         | %            | Voix        | %           |
| ------------------------ | ------------------------ | ------------------------ | ------------------------ | ------------ | ------------ | ----------- | ----------- |
|                          | Christophe Marion        | LREM (ENS)               | ENS                      | 10 357       | 24,54        | 21 161      | 55,22       |
|                          | Marine Bardet            | RN                       | RN                       | 10 141       | 24,03        | 17 163      | 44,79       |
|                          | Pascal Brindeau          | UDI (UDC)                | UDI                      | 9 161        | 21,71        |             |             |
|                          | Noé Petit                | EELV (NUPES)             | NUP                      | 8 144        | 19,30        |             |             |
|                          | Sabrina Huet             | REC                      | REC                      | 1 508        | 3,57         |             |             |
|                          | Dabhia Kermad,           | LaFRA (EAC)              | DVC                      | 918          | 2,18         |             |             |
|                          | Éric Doumas              | LMR                      | DVD                      | 780          | 1,85         |             |             |
|                          | Claude Lamy              | LO                       | DXG                      | 649          | 1,54         |             |             |
|                          | Isabelle Rabrault        | DLF (UPF)                | DSV                      | 539          | 1,28         |             |             |
|                          |                          |                          |                          |              |              |             |             |
| Votes valides            | Votes valides            | Votes valides            | Votes valides            | 42 197       | 97,46        | 38 324      | 91,50       |
| Votes blancs             | Votes blancs             | Votes blancs             | Votes blancs             | 781          | 1,80         | 2 699       | 6,44        |
| Votes nuls               | Votes nuls               | Votes nuls               | Votes nuls               | 318          | 0,73         | 860         | 2,05        |
| Total                    | Total                    | Total                    | Total                    | 43 296       | 100          | 41 883      | 100         |
| Abstention               | Abstention               | Abstention               | Abstention               | 38 630       | 47,15        | 40 045      | 48,88       |
| Inscrits / participation | Inscrits / participation | Inscrits / participation | Inscrits / participation | 81 926       | 52,85        | 81 928      | 51,12       |